# Gianni Bella

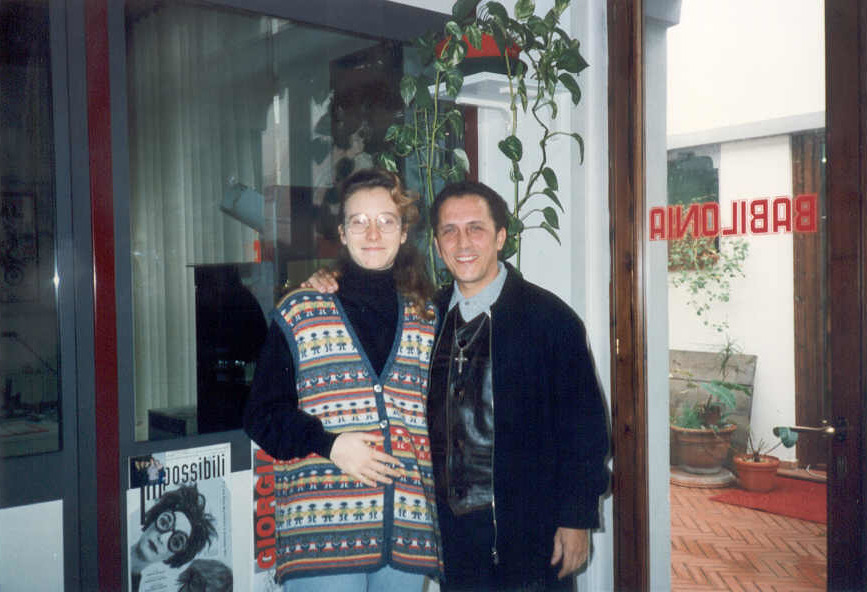
Gianni Bella mit der Schriftstellerin Elena Torre

Gianni Bella (* 14. März 1946 in Catania) ist ein italienischer Sänger und Songwriter.

## Biografie
Gianni Bella begann seine Karriere mit Auftritten in den Bars von Catania, wobei sein Repertoire Jazz, Blues und Rhythm and Blues umfasste. Für seine Schwester Marcella Bella schrieb er eine Reihe von Hits, etwa Montagne verdi, Io domani oder Nessuno mai, jeweils zusammen mit Giancarlo Bigazzi. 1974 debütierte er selbst als Sänger mit der Single Più ci penso, die ihm bereits einen großen  Erfolg bescherte. Zwei Jahre später nahm er mit Non si può morire dentro am Wettbewerb Festivalbar teil und gewann; im Anschluss erreichte er mit dem Lied die Chartspitze und veröffentlichte das Album Sogni di un robot.
Bis 1980 brachte er weitere, weniger erfolgreiche, Singles heraus, darunter Io canto e tu (1977), No (1978), Toc toc (1979) und Dolce uragano (1980). Beim Sanremo-Festival 1981 präsentierte er Questo amore non si tocca, das er wieder zusammen mit Bigazzi geschrieben hatte. Danach begann er eine Zusammenarbeit mit dem Liedtexter und Produzenten Mogol, erstes Ergebnis war das Album G.B. 1 (1983). Für seine Schwester schrieb er in diesem Jahr mit Mogol auch das Lied Nell’aria. 1985 nahm er zusammen mit Marcella L’ultima poesia auf.
Wieder zusammen mit seiner Schwester kehrte Bella 1990 nach Sanremo zurück und präsentierte Verso l’ignoto. In den folgenden Jahren konzentrierte er sich wieder vermehrt auf seine Tätigkeit als Songwriter, meist zusammen mit Mogol. In jüngerer Zeit schrieb er zahlreiche Titel für Adriano Celentano. Als Interpret ging er ohne größeren Erfolg 1991 (mit La fila degli oleandri) und 2001 (mit Il profumo del mare) wieder beim Sanremo-Festival ins Rennen, ein letztes Mal 2007 im Duett mit seiner Schwester und dem Lied Forever per sempre.

## Diskografie (Auswahl)

### Alben
| Jahr | Titel              | Höchstplatzierung, Gesamtwochen, AuszeichnungChartsChartplatzierungen (Jahr, Titel, Platzierungen, Wochen, Auszeichnungen, Anmerkungen) | Anmerkungen                  |
| Jahr | Titel              | IT | Anmerkungen                  |
| ---- | ------------------ | --- | ---------------------------- |
| 1976 | Sogni di un robot  | IT12 (13 Wo.)IT | Derby, DBR 81254             |
| 1983 | G.B. 1             | IT22 (4 Wo.)IT | Avventura, ZPLAV 34188       |
| 2007 | Forever per sempre | IT70 (2 Wo.)IT | Universal mit Marcella Bella |

Weitere Alben
- Io canto e tu (Derby, DBR 82150; 1977)
- Toc toc (CGD, 20105; 1978)
- Dolce uragano (CGD, 20222; 1980)
- Questo amore... (CGD; 1981)
- G.B. 2 (Avventura, ZPLAV 34217; 1984)
- Una luce (RCA Italiana; 1986)
- Due cuori rossi di vergogna (Polydor; 1988)
- Gianni Bella (1988)
- La fila degli oleandri (Fonit Cetra; 1991)
- Vocalist/Belladonna (Fonit Cetra; 1994 / CGD East West; 1995)
- Finalmente insieme (mit Marcella Bella) (Pull/Fuego; 1998)
- Il profumo del mare (SDC/Sony; 2001)

### Singles
| Jahr | Titel Album                                | Höchstplatzierung, Gesamtwochen, AuszeichnungChartsChartplatzierungen (Jahr, Titel, Album, Platzierungen, Wochen, Auszeichnungen, Anmerkungen) | Anmerkungen                                             |
| Jahr | Titel Album                                | IT | Anmerkungen                                             |
| ---- | ------------------------------------------ | --- | ------------------------------------------------------- |
| 1974 | Più ci penso Sogni di un robot             | IT3 (21 Wo.)IT | Derby, DBR 2339 B-Seite: L’arancia non è blu            |
| 1976 | Non si può morire dentro Sogni di un robot | IT1 (23 Wo.)IT | Derby, DBR 4161 B-Seite: T’amo                          |
| 1977 | Io canto e tu                              | IT7 (16 Wo.)IT | Derby, DBR 5255 B-Seite: Me ne andrò                    |
| 1978 | No Toc toc                                 | IT7 (13 Wo.)IT | CGD, 10091 B-Seite: Sei                                 |
| 1980 | Dolce uragano                              | IT12 (17 Wo.)IT | CGD, 10273 B-Seite: Fondersi                            |
| 1985 | L’ultima poesia Senza un briciolo di testa | IT8 (16 Wo.)IT | CBS, A 6315 mit Marcella Bella, B-Seite: Alla pari      |
| 1990 | Verso l’ignoto                             | IT15 (7 Wo.)IT | Ricordi, SRL 11070 mit Marcella Bella, B-Seite: Pianeti |
| 2007 | Forever per sempre                         | IT14 (7 Wo.)IT | Nuova Gente / Universal mit Marcella Bella              |

Weitere Singles
- Guarda che ti amo / Siamo marinai (Derby, DBR 2832; 1974)
- Oh mama / Eppure più bella (Derby, DBR 3246; 1975)
- Toc toc / Basta (CGD, 10131; 1978)
- Questo amore non si tocca / Agatì (CGD, 10316; 1981)
- Il patto / Fiocco rosso (CGD, 10457; 1983)
- Due cuori rossi di vergogna (Polydor, 887 390-7; 1988)
- La fila degli oleandri / Un uomo colorato (Fonit-Cetra, SP 1897; 1991)
- Non si può morire dentro / Più ci penso (CGD East West / Warner; 1997)
- È un miracolo (mit Marcella Bella) / Belladonna (Pull Music; 1998)

## Songwriting (Auswahl)
| Jahr | Titel                          | Text                             | Musik                           | Interpret                    |
| ---- | ------------------------------ | -------------------------------- | ------------------------------- | ---------------------------- |
| 1971 | Hai ragione tu                 | Giancarlo Bigazzi                | Gianni Bella                    | Marcella Bella               |
| 1972 | Montagne verdi                 | Giancarlo Bigazzi                | Gianni Bella                    | Marcella Bella               |
| 1972 | Tu insieme a lei               | Gianni Bella                     | Gianni Bella                    | Marcella Bella               |
| 1972 | Sole che nasce, sole che muore | Giancarlo Bigazzi                | Gianni Bella                    | Marcella Bella               |
| 1972 | Un sorriso e poi perdonami     | Giancarlo Bigazzi                | Gianni Bella                    | Marcella Bella               |
| 1973 | Io domani                      | Giancarlo Bigazzi                | Gianni Bella                    | Marcella Bella               |
| 1973 | Mi… ti… amo                    | Giancarlo Bigazzi                | Gianni Bella                    | Marcella Bella               |
| 1974 | Nessuno mai                    | Giancarlo Bigazzi                | Gianni Bella                    | Marcella Bella               |
| 1974 | L’avvenire                     | Giancarlo Bigazzi                | Gianni Bella                    | Marcella Bella               |
| 1974 | Prigioniera                    | Antonio Bella                    | Gianni Bella                    | Marcella Bella               |
| 1975 | E quando                       | Giancarlo Bigazzi, Antonio Bella | Gianni Bella                    | Marcella Bella               |
| 1975 | Negro                          | Giancarlo Bigazzi                | Gianni Bella                    | Marcella Bella               |
| 1975 | E tu chi sei                   | Giancarlo Bigazzi                | Gianni Bella                    | Marcella Bella               |
| 1975 | L’anima dei matti              | Giancarlo Bigazzi                | Gianni Bella                    | Marcella Bella               |
| 1976 | Impazzire ti farò              | Giancarlo Bigazzi                | Gianni Bella                    | Marcella Bella               |
| 1976 | Abbracciati                    | Giancarlo Bigazzi                | Gianni Bella                    | Marcella Bella               |
| 1976 | Io sono di nessuno             | Giancarlo Bigazzi                | Gianni Bella                    | Marcella Bella               |
| 1976 | Sto piangendo                  | Antonio Bella                    | Gianni Bella                    | Beans                        |
| 1977 | Femmina                        | Giancarlo Bigazzi                | Gianni Bella                    | Marcella Bella               |
| 1977 | Non mi importa più             | Giancarlo Bigazzi                | Gianni Bella                    | Marcella Bella               |
| 1977 | Cara                           | Antonio Bella                    | Gianni Bella                    | Beans                        |
| 1978 | Soli                           | Antonio Bella                    | Gianni Bella                    | Beans                        |
| 1979 | La mia faccia                  | Antonio Bella                    | Gianni Bella                    | Marcella Bella               |
| 1979 | Quando il cielo                | Antonio Bella                    | Gianni Bella                    | Marcella Bella               |
| 1979 | Lady anima                     | Giancarlo Bigazzi, Gianni Bella  | Giancarlo Bigazzi, Gianni Bella | Marcella Bella               |
| 1980 | Innamorarsi                    | Giancarlo Bigazzi                | Gianni Bella                    | Ornella Vanoni               |
| 1981 | Pensa per te                   | Giancarlo Bigazzi                | Gianni Bella                    | Marcella Bella               |
| 1981 | Marinaio                       | Mogol                            | Gianni Bella                    | Gianni Morandi               |
| 1982 | Nuova gente                    | Mogol                            | Gianni Bella                    | Mia Martini                  |
| 1982 | Problemi                       | Mogol                            | Gianni Bella                    | Marcella Bella               |
| 1982 | Uomo mio                       | Mogol                            | Gianni Bella                    | Marcella Bella               |
| 1982 | Il patto                       | Mogol                            | Gianni Bella                    | Marcella Bella               |
| 1983 | Nell’aria                      | Mogol                            | Gianni Bella                    | Marcella Bella               |
| 1983 | La battaglia                   | Mogol                            | Gianni Bella                    | Marcella Bella               |
| 1983 | La mia nemica amatissima       | Mogol                            | Gianni Bella, Gianni Morandi    | Gianni Morandi               |
| 1983 | Tu e non tu                    | Mogol                            | Gianni Bella, Rosario Bella     | Gianni Morandi               |
| 1984 | Nel mio cielo puro             | Mogol                            | Gianni Bella                    | Marcella Bella               |
| 1984 | Alla pari                      | Mogol                            | Gianni Bella                    | Marcella Bella               |
| 1986 | Senza un briciolo di testa     | Mogol                            | Gianni Bella                    | Marcella Bella               |
| 1987 | Tanti auguri                   | Gino Paoli, Gianni Bella         | Gino Paoli, Gianni Bella        | Marcella Bella               |
| 1987 | Per il riso, per il pianto     | Gino Paoli, Gianni Bella         | Gino Paoli, Gianni Bella        | Marcella Bella               |
| 1987 | Il ponte                       | Mogol                            | Gianni Bella                    | Gianni Morandi               |
| 1988 | Dopo la tempesta               | Alberto Salerno                  | Gianni Bella                    | Marcella Bella               |
| 1990 | Mi domando                     | Mogol                            | Gianni Bella                    | Marcella Bella               |
| 1995 | Adulele                        | Toto Cutugno, Gianni Bella       | Toto Cutugno                    | Toto Cutugno                 |
| 1999 | L’emozione non ha voce         | Mogol                            | Gianni Bella                    | Adriano Celentano            |
| 1999 | Gelosia                        | Mogol                            | Gianni Bella                    | Adriano Celentano            |
| 1999 | L’arcobaleno                   | Mogol                            | Gianni Bella                    | Adriano Celentano            |
| 1999 | Qual è la direzione            | Mogol                            | Gianni Bella                    | Adriano Celentano            |
| 1999 | L’uomo di cartone              | Mogol                            | Gianni Bella                    | Adriano Celentano            |
| 1999 | Le pesche d’inverno            | Mogol                            | Gianni Bella                    | Adriano Celentano            |
| 2000 | Per averti                     | Mogol                            | Gianni Bella                    | Adriano Celentano            |
| 2000 | Apri il cuore                  | Mogol, Cheope                    | Gianni Bella, Rosario Bella     | Adriano Celentano            |
| 2000 | Lago rosso                     | Mogol                            | Gianni Bella                    | Adriano Celentano            |
| 2000 | Quello che non ti ho detto mai | Mogol                            | Gianni Bella                    | Adriano Celentano            |
| 2000 | Ti prenderò                    | Mogol                            | Gianni Bella                    | Adriano Celentano            |
| 2000 | Tir                            | Mogol                            | Gianni Bella, Rosario Bella     | Adriano Celentano            |
| 2000 | Se tu mi tenti                 | Mogol                            | Gianni Bella                    | Adriano Celentano            |
| 2000 | Africa                         | Mogol                            | Gianni Bella, Rosario Bella     | Adriano Celentano            |
| 2002 | Fa chic                        | Giancarlo Bigazzi                | Gianni Bella                    | Marcella Bella               |
| 2002 | Confessa                       | Mogol                            | Gianni Bella                    | Adriano Celentano            |
| 2002 | Mi fa male                     | Mogol                            | Gianni Bella                    | Adriano Celentano            |
| 2002 | Più di un sogno                | Mogol                            | Gianni Bella                    | Adriano Celentano            |
| 2002 | Per sempre                     | Stefano Pieroni                  | Gianni Bella                    | Adriano Celentano            |
| 2002 | Una luce intermittente         | Mogol                            | Gianni Bella                    | Adriano Celentano            |
| 2002 | Respiri di vita                | Mogol                            | Gianni Bella                    | Adriano Celentano            |
| 2002 | Dimenticare e ricominciare     | Mogol                            | Gianni Bella                    | Adriano Celentano            |
| 2002 | Pensieri nascosti              | Mogol                            | Gianni Bella                    | Adriano Celentano            |
| 2002 | Radio Chick                    | Mogol                            | Gianni Bella                    | Adriano Celentano            |
| 2004 | Quando l’aria mi sfiora        | Mogol                            | Gianni Bella                    | Massimo Modugno, Gipsy Kings |
| 2004 | Un angelo legato a un palo     | Mogol, Rosario Bella             | Gianni Bella                    | Veruska                      |
| 2004 | L’indiano                      | Paolo Conte                      | Gianni Bella                    | Adriano Celentano            |
| 2004 | Ancora vivo                    | Mogol                            | Gianni Bella                    | Adriano Celentano            |
| 2004 | Marì Marì                      | Mogol                            | Gianni Bella                    | Adriano Celentano            |
| 2004 | Verità da marciapiede          | Mogol                            | Gianni Bella, Rosario Bella     | Adriano Celentano            |
| 2004 | L’ultima donna che amo         | Mogol                            | Gianni Bella                    | Adriano Celentano            |
| 2004 | In quale vita                  | Mogol, Adriano Celentano         | Gianni Bella                    | Adriano Celentano            |
| 2004 | Proibito                       | Mogol                            | Gianni Bella                    | Adriano Celentano            |
| 2005 | Uomo bastardo                  | Stefano Pieroni                  | Gianni Bella                    | Marcella Bella               |
| 2005 | La regina del silenzio         | Renato Zero                      | Gianni Bella                    | Marcella Bella               |
| 2007 | Dormi amore                    | Mogol                            | Gianni Bella                    | Adriano Celentano            |
| 2007 | Hai bucato la mia vita         | Mogol                            | Gianni Bella                    | Adriano Celentano            |
| 2007 | Vorrei sapere                  | Mogol                            | Gianni Bella, Rosario Bella     | Adriano Celentano            |
| 2007 | Fascino                        | Mogol                            | Gianni Bella                    | Adriano Celentano            |
| 2007 | I tuoi artigli                 | Mogol                            | Gianni Bella                    | Adriano Celentano            |
| 2011 | Rinascimento                   | Mogol                            | Gianni Bella                    | Gianni Morandi               |

## Belege
1. ↑  Chartquellen (Alben):
  - M&D-Chartarchiv. Musica e dischi, archiviert vom Original (nicht mehr online verfügbar) am 24. Juli 2017; abgerufen am 19. Mai 2017 (italienisch, kostenpflichtiger Abonnement-Zugang).  Info: Der Archivlink wurde automatisch eingesetzt und noch nicht geprüft. Bitte prüfe Original- und Archivlink gemäß Anleitung und entferne dann diesen Hinweis.
  - Alben von Gianni Bella. In: Italiancharts.com. Hung Medien, ehemals im Original (nicht mehr online verfügbar); abgerufen am 20. Mai 2017. (Seite nicht mehr abrufbar. Suche in Webarchiven)
2. ↑  Chartquellen (Singles):
  - M&D-Chartarchiv. Musica e dischi, archiviert vom Original (nicht mehr online verfügbar) am 24. Juli 2017; abgerufen am 19. Mai 2017 (italienisch, kostenpflichtiger Abonnement-Zugang).  Info: Der Archivlink wurde automatisch eingesetzt und noch nicht geprüft. Bitte prüfe Original- und Archivlink gemäß Anleitung und entferne dann diesen Hinweis.
  - Guido Racca & Chartitalia: Top 100 FIMI Singoli. Lulu, 2013, S. 116.

| Personendaten    | Personendaten                       |
| ---------------- | ----------------------------------- |
| NAME             | Bella, Gianni                       |
| KURZBESCHREIBUNG | italienischer Sänger und Songwriter |
| GEBURTSDATUM     | 14. März 1946                       |
| GEBURTSORT       | Catania, Sizilien                   |